# Pemusiran (Mandiangin)
Pemusiran is een bestuurslaag in het regentschap Sarolangun van de provincie Jambi, Indonesië. Pemusiran telt 1452 inwoners (volkstelling 2010).